# Franco Montanari (ambasciatore)
Franco Montanari (Vibo Valentia, 22 luglio 1905 – Venezia, 4 maggio 1973) è stato un diplomatico italiano.
Originario di Moncalvo da parte di padre, cresciuto negli Stati Uniti, raffinato uomo di cultura, nel 1943  fu uno degli artefici e protagonisti della trattativa segreta con il comando anglo-americano per l'armistizio, prima a Madrid,
poi a Lisbona, fino alla definitiva firma a Cassibile.

## Biografia

Il generale Giuseppe Castellano firma l'Armistizio di Cassibile per conto di Badoglio. In piedi Walter Bedell Smith (a destra) e Franco Montanari (a sinistra)

### La formazione e l'inizio della carriera diplomatica
Era uno dei figli di Carlo Montanari, generale morto nel 1915 sull'Isonzo. Sua madre era Helen Day (1886 – 1962), una cittadina americana originaria di Boston che aveva studiato Italiano al Radcliffe College di Cambridge, nel Massachusetts. Dopo la morte del padre, la madre si trasferisce con i figli negli Stati Uniti (a lei è dedicato l'Helen Day Art Center di Stowe, nel Vermont, istituito con un suo lascito). 
Laureatosi all'Università di Harvard nel 1927, Montanari torna in Italia per continuare gli studi presso la Facoltà di Scienze politiche dell'Università degli Studi di Perugia, dove si laurea nel 1932. 
Diventato funzionario del Ministero degli Affari esteri, intraprende nel 1936 una carriera diplomatica che lo porta prima a Gibuti, poi ad Honolulu, proprio nei giorni dell'attacco giapponese a Pearl Harbor. 

### 1943: l'armistizio
Pochi giorni dopo la caduta del fascismo, il 10 agosto il Re affidò al generale Giuseppe Castellano l'incarico di trattare la resa con gli alleati senza però nemmeno fornirlo delle credenziali nel timore  che potesse essere catturato dai tedeschi. Fu quindi inviato a Lisbona e inserito in una delegazione di funzionari del ministero degli esteri, munito solo di un biglietto di presentazione dell'ambasciatore inglese presso la Santa sede per il collega di Madrid. E partì, sempre per ragioni di segretezza, sotto un nome falso, Raimondi, e in tale veste si presentò Franco Montanari, al console italiano a Lisbona. 

Prima pagina del Corriere della Sera con l'annuncio dell'armistizio.

Montanari fu informato dallo stesso Castellano della sua reale identità e obiettivo del viaggio e si pose a suo servizio anche come traduttore. Montanari assistette il generale Castellano nei giorni convulsi delle trattative a Lisbona e in seguito lo accompagnò a Roma per raccogliere il parere del governo Badoglio e infine in Sicilia per la firma definitiva dell'armistizio.

### La malattia e il ritiro a Venezia
Dopo la seconda guerra mondiale, tra il 1947 e il 1963 è prima a Londra, in seguito a Teheran, Tokyo, Monrovia, Freetown, Conakry. Sceglie come residenza in Italia un luogo tranquillo, ossia Villa San Giovanni a Torcello, nella laguna di Venezia, dove raccoglie tutte le sue cose: durante la sua vita aveva raccolto molti oggetti d'arte, guidato da un gusto raffinato e dalla passione del collezionista. Montanari si lega molto a Torcello e a Venezia tanto che nel 1968, colpito da una grave malattia, dona i libri raccolti in tutta una vita alla Biblioteca civica di Venezia. Le opere d'arte, invece, decide di destinarle alla casa natia di Moncalvo, desideroso di dar vita ad un museo legato al nome della famiglia. Questo desiderio si avvera dopo la sua morte quando, nel 1974, la casa di famiglia diviene sede della biblioteca cittadina, intitolata allo stesso Franco Montanari, e in seguito, nel 1978, anche sede di un museo con le opere provenienti dalla sua collezione.